# Typhlatya pearsei
Typhlatya pearsei is een garnalensoort uit de familie van de Atyidae. De wetenschappelijke naam van de soort is voor het eerst geldig gepubliceerd in 1936 door Creaser.